# Hugh O'Flaherty
Msgre. Hugh O'Flaherty, známý jako Vatikánský bedrník (podle Červeného bedrníka baronky Orczy) (28. února 1898 Caherciveen, hrabství Kerry – 30. října 1963 tamtéž) byl římskokatolický kněz irského původu, vatikánský diplomat a bojovník proti nacismu.

## Aktivity na pomoc spojeneckým vojákům a Židům
V časných letech druhé světové války cestoval po zajateckých táborech v Itálii, pátral po spojeneckých vojácích, kteří zmizeli v akci, a pokud o nich něco zjistil, informoval o tom přes Radio Vatikán.
V letech 1943–1944 zorganizoval (nejprve sám, později s podporou Pia XII. a vatikánských úřadů) v římských klášterech, soukromých bytech, farmách a na vatikánských extrateritoriálních územích úkryty pro uprchlé spojenecké vojáky a Židy. Vybudoval rozsáhlou podzemní síť (napojenou na Vatikán, britské diplomaty a italské podzemní hnutí), kterou Němci nedokázali přes veškerou snahu významněji narušit.
Od jisté doby musel ukončit své výpravy mimo Vatikán, protože německá strana v čele s plukovníkem Herbertem Kapplerem odhalila jeho úlohu (několikráte ale údajně Vatikán přesto tajně opustil). Přežil atentát ze strany německých agentů (provedený přímo ve Vatikánu) a několik honiček s nimi mimo Vatikán. Herbert Kappler požadoval jeho vydání, ale Pius XII. to striktně odmítl. Celkem O'Flaherty zachránil a asi rok před gestapem ukrýval přes 3 925 lidí.
Když byl Kappler po válce odsouzen na doživotí, pozval O'Flahertyho na návštěvu k sobě do vězení. Postupně mezi nimi vznikl určitý druh přátelského vztahu, diskutovali spolu o literatuře a náboženství. Společně se modlili a pravděpodobně kolem roku 1959 Kappler, vychovaný jako protestant, konvertoval ke katolictví.

## Ocenění
Po válce obdržel O'Flaherty mnohá vyznamenání, mezi jinými Řád Britského impéria a americkou Medaili svobody se stříbrnou palmou.

## Ve filmu
V roce 1983 byl na motivy O'Flahertyho příběhu natočen americký film Šarlatový a černý (The Scarlet and The Black), v němž jeho postavu ztvárnil Gregory Peck a postavu plukovníka Kapplera Christopher Plummer.